# Grevenbroich
Grevenbroich (pronunciación en alemán: /ɡʁevn̩ˈbʁoːx/ⓘ) es un municipio situado en el distrito de Rin-Neuss, en el estado federado de Renania del Norte-Westfalia (Alemania), con una población a finales de 2016 de unos 62 977 habitantes.
Se encuentra ubicado al noroeste del estado, en la región de Düsseldorf, cerca de la orilla de los ríos Rin y Erft —afluente izquierdo del anterior— y de la ciudad de Colonia.